# Association russe des musiciens prolétaires
Pour les articles homonymes, voir ARMP.
L'association russe des musiciens prolétaires, ARMP (en russe : Российская Ассоциация Пролетарских Музыкантов, РАПМ), était une association de musiciens durant la période soviétique. 
Elle fut fondée en 1923, soit un an avant la mort de Lénine et l'accès de Staline au pouvoir. Dès 1924, une rivalité s'établit entre l’ARMP et l'Association pour la musique contemporaine (AMC), tournée vers l'expérimentation et la musique contemporaine des pays occidentaux.
Pour l'ARMP, la musique avait pour fonction de servir l'éducation du prolétariat et devait donc être simple, comprise par tous et pouvoir être interprétée par les masses. Elle devait utiliser de préférence des thèmes nationaux. Elle représentait en musique le courant anti-formaliste (ou anti-intellectuel) qui allait imprégner toute la vie culturelle soviétique. En fin de compte, l'AMC fut désavouée par le gouvernement en 1932.
L'ARMP fut elle-même dissoute en 1932 et remplacée par l'Union des compositeurs et musicologues soviétiques.